# Knut IV. (Dänemark)

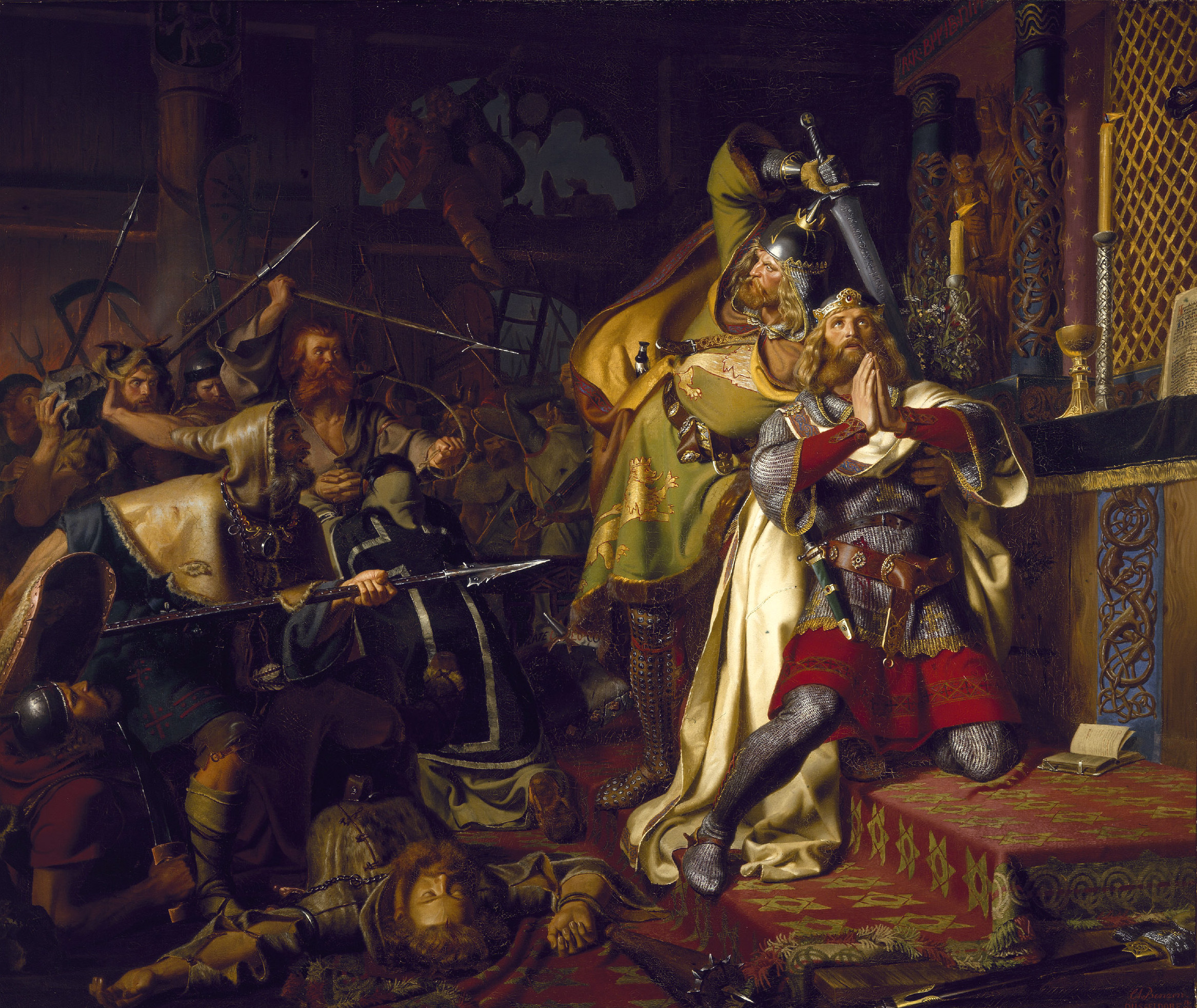
„Der Tod Knuts des Heiligen“, historisierendes Gemälde von Christian Albrecht von Benzon (1843)

Knut IV. der Heilige (* ca. 1043; † 10. Juli 1086 in Odense) war König von Dänemark.

## Leben
Knut war ein Sohn von Sven II. Estridsen. Seine Mutter ist nicht bekannt. 1080 folgte er seinem Bruder Harald III. auf den Königsthron, als dritter König der von 1047 bis 1375 regierenden Dynastie Haus Estridsson. Er versuchte, die Kompetenzen des Königtums auszuweiten. Mit einer kirchenfreundlichen Politik suchte er die Unterstützung der Bischöfe.
Einige Quellen behaupten, dass er die Anordnung gegeben habe, die Weihnachtszeit auf insgesamt 20 Tage bis zum 13. Januar, dem so genannten St.-Knut-Tag, zu verlängern.
Als er 1086 Truppen zusammenzog, um England zu erobern, brach ein Volksaufstand aus. Grund waren weniger seine Expansionspläne als seine wiederholten Eingriffe in die überlieferte Rechtsordnung des Landes. Knut und sein Bruder Benedikt wurden in der von ihm errichteten St.-Albans-Kirche in Odense auf Fünen erschlagen, dem Vorgängerbau der heutigen Sankt Knuds Kirke, dem Dom zu Odense. Ælnoth of Canterbury schrieb seine Legende Life and Passion of St Canute.
Seine Ehegattin Adela, die Tochter des flämischen Grafen Robert I., kehrte nach dem Tod ihres Mannes in ihre Heimat zurück. Ihr Sohn Karl wurde Graf von Flandern, ihre Tochter Ingegerd heiratete den schwedischen Adligen Folke den Dicken, Stammvater des Königsgeschlechtes der Folkunger.

## Würdigung
Da Knut für seine kirchenfreundliche Politik bekannt war und in einer Kirche erschlagen wurde, wurde er als Märtyrer verehrt. 1101 wurde er heiliggesprochen. Festtage sind der 19. Januar und der 10. Juli. Er ist der Schutzpatron Dänemarks.
Knut ist im Dom zu Odense begraben; sein Skelett ist heute in einem Glassarg zu sehen.

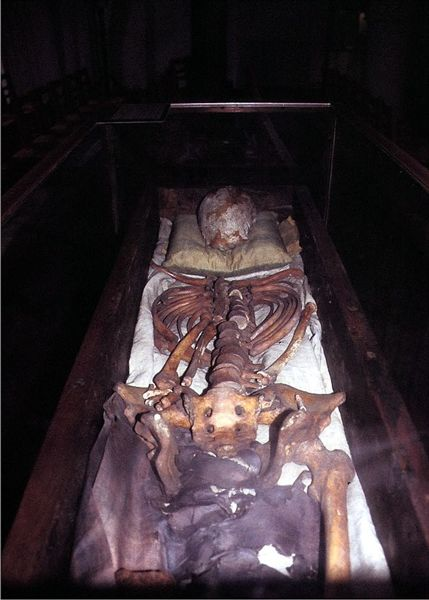
Knuts Gebeine im Dom zu Odense